# Скоков, Иван Андреевич
Иван Андреевич Скоков (1923—1972) — старшина Советской Армии, участник Великой Отечественной войны, Герой Советского Союза (1944).

## Биография
Родился 15 октября 1923 года в посёлке Новониколаевка (ныне — Черепановский район Новосибирской области). После окончания семи классов школы работал в совхозе. В 1941 году был призван на службу в Рабоче-крестьянскую Красную Армию. С июля 1942 года — на фронтах Великой Отечественной войны.
К октябрю 1943 года старший сержант Иван Скоков командовал орудием 676-го артиллерийского полка 232-й стрелковой дивизии 38-й армии Воронежского фронта. Отличился во время битвы за Днепр. 7 октября 1943 года расчёт под командованием Ивана Скокова переправился через Днепр на Лютежский плацдарм и принял активное участие в боях за его удержание, отразив большое количество немецких контратак и нанеся противнику большие потери.
Представлен к награждению званием Героя Советского Союза за «умелое выполнение боевых задач, отвагу и мужество, проявленные в боях за Днепр». Указом Президиума Верховного Совета СССР «О присвоении звания Героя Советского Союза офицерскому и сержантскому составу артиллерии Красной Армии» от 9 февраля 1944 года за «образцовое выполнение боевых заданий командования на фронте борьбы с немецкими захватчиками и проявленные при этом отвагу и геройство» был удостоен высокого звания Героя Советского Союза с вручением ордена Ленина и медали «Золотая Звезда» за номером 4256.
Участвовал в Параде Победы. В 1947 году демобилизован в звании старшины.
Окончил Подольский индустриальный техникум. Проживал и работал в Бурятии, Черепаново, Искитиме. Умер 17 июня 1972 года, похоронен на Искитимском городском кладбище.
Был также награждён орденом Славы 3-й степени и рядом медалей.
Память
В честь Скокова установлен бюст в Искитиме.